# Classic de l'Ardèche 2021
La Classic de l'Ardèche 2021 fou la 21a edició de la Classic de l'Ardèche. La cursa es va disputar el 27 de febrer de 2021 i formava part del calendari de l'UCI ProSeries 2021 amb una categoria 1.Pro.
El vencedor final fou el francès David Gaudu (Groupama-FDJ), que s'imposà a l'esprint al seu company d'escapada, el també francès Clément Champoussin (AG2R Citroën Team). L'anglès Hugh Carthy (EF Education-Nippo) completà el podi.

## Equips
En aquesta edició hi van prendre part 21 equips:
| WorldTeams (11)- AG2R Citroën Team - Astana-Premier Tech - Cofidis - Deceuninck-Quick Step - EF Education-Nippo - Groupama-FDJ - Intermarché-Wanty-Gobert Matériaux - Israel Start-Up Nation - Qhubeka Assos - Trek-Segafredo - UAE Team Emirates ProTeams (7)- Alpecin-Fenix - B&B Hotels p/b KTM - Bingoal-WB - Caja Rural-Seguros RGA - Delko - Arkéa-Samsic - Total Direct Énergie Equips continentals (3)- Saint Michel-Auber 93 - Swiss Racing - Xelliss-Roubaix Lille Métropole |
| |

## Classificació final
| \| Classificació general \| Classificació general \| Classificació general \| Classificació general \| Classificació general \| \| Corredor \| Corredor \| Equip \| Temps \| \| \| --------------------- \| ---------------------- \| --------------------- \| --------------------- \| --------------------- \| \| 1r \| David Gaudu \| Groupama-FDJ \| 4h 32' 37" \| \| \| 2n \| Clément Champoussin \| AG2R Citroën Team \| + 0" \| \| \| 3r \| Hugh Carthy \| EF Education-Nippo \| + 11" \| \| \| 4t \| Mikkel Frølich Honoré \| Deceuninck-Quick Step \| + 28" \| \| \| 5è \| Dorian Godon \| AG2R Citroën Team \| + 40" \| \| \| 6è \| Aleksandr Vlàssov \| Astana-Premier Tech \| + 40" \| \| \| 7è \| Aurélien Paret-Peintre \| AG2R Citroën Team \| + 42" \| \| \| 8è \| Thibaut Pinot \| Groupama-FDJ \| + 42" \| \| \| 9è \| Jonathan Hivert \| B&B Hotels p/b KTM \| + 46" \| \| \| 10è \| Quinn Simmons \| Trek-Segafredo \| + 46" \| \| |                        |                       |            |
| |                        |                       |            |
| Font: ProCyclingStats |                        |                       |            |
| Classificació general |                        |                       |            |
| Corredor | Corredor               | Equip                 | Temps      |
| 1r | David Gaudu            | Groupama-FDJ          | 4h 32' 37" |
| 2n | Clément Champoussin    | AG2R Citroën Team     | + 0"       |
| 3r | Hugh Carthy            | EF Education-Nippo    | + 11"      |
| 4t | Mikkel Frølich Honoré  | Deceuninck-Quick Step | + 28"      |
| 5è | Dorian Godon           | AG2R Citroën Team     | + 40"      |
| 6è | Aleksandr Vlàssov      | Astana-Premier Tech   | + 40"      |
| 7è | Aurélien Paret-Peintre | AG2R Citroën Team     | + 42"      |
| 8è | Thibaut Pinot          | Groupama-FDJ          | + 42"      |
| 9è | Jonathan Hivert        | B&B Hotels p/b KTM    | + 46"      |
| 10è | Quinn Simmons          | Trek-Segafredo        | + 46"      |